# Adam Krzesiński
Adam Artur Krzesiński, né le 13 septembre 1965 à Varsovie, est un escrimeur polonais, pratiquant le fleuret.

## Biographie
Adam Krzesiński est secrétaire général du comité olympique polonais depuis 2005.

## Récompenses et distinctions

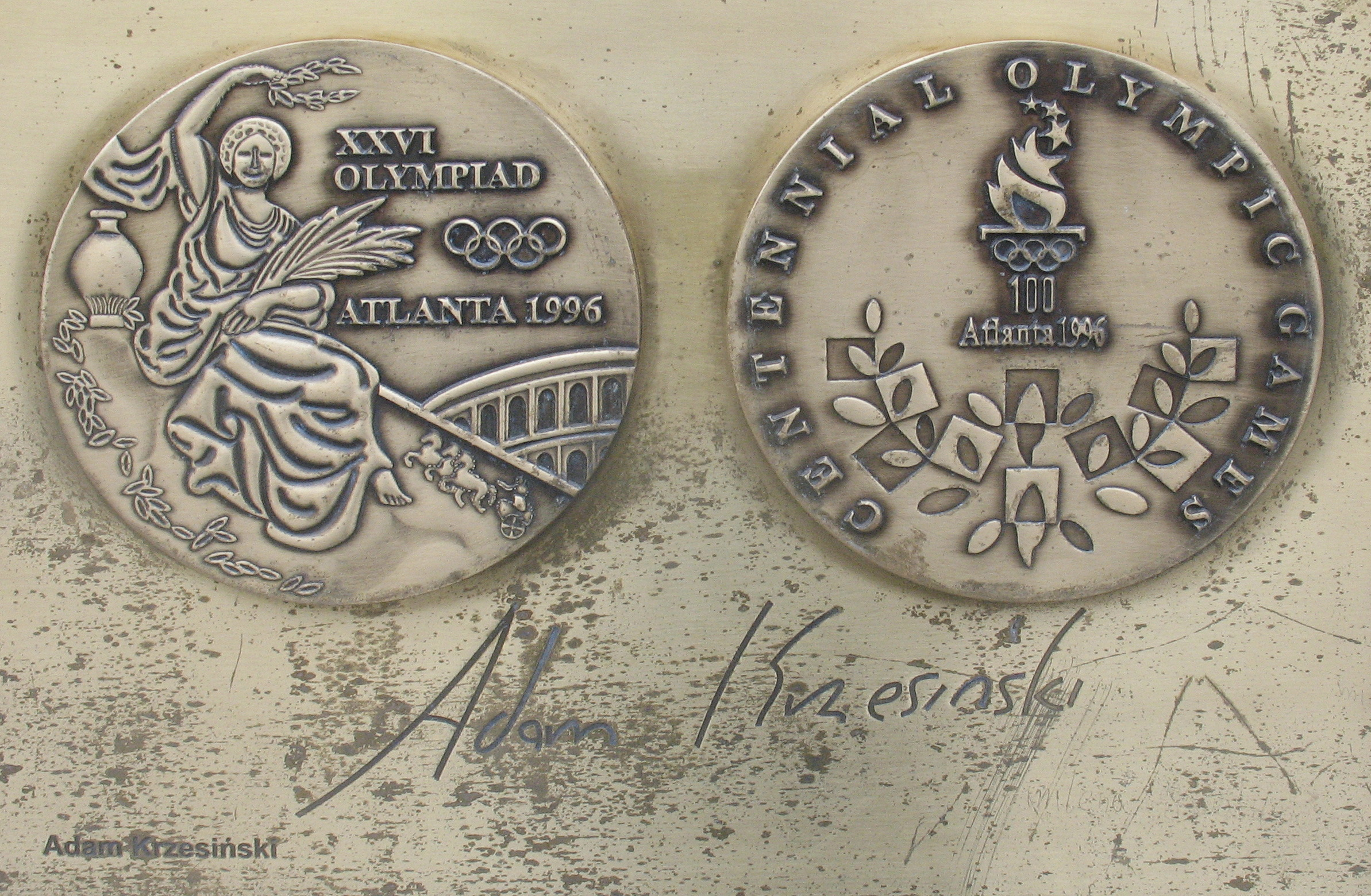
Copie A. Krzesiński médaille et autographe '

- Croix de commandeur dans l'Ordre Polonia Restituta (2021[2] ; chevalier en 2012[3])
- Médaille de performance sportive[réf. nécessaire]
- Croix d'or du Mérite (1996)[4]

## Palmarès
- Jeux olympiques
  -  Médaille d'argent par équipes aux Jeux olympiques d'été de 1996 à Atlanta
  -  Médaille de bronze par équipes aux Jeux olympiques d'été de 1992 à Barcelone

- Championnats du monde
  -  Médaille d'or par équipes aux championnats du monde 1998 à La Chaux-de-Fonds
  -  Médaille d'argent par équipes aux championnats du monde 1990 à Lyon
  -  Médaille d'argent par équipes aux championnats du monde 2001 à Nîmes
  -  Médaille de bronze par équipes aux championnats du monde 1993 à Essen
  -  Médaille de bronze par équipes aux championnats du monde 1995 à La Haye
  -  Médaille de bronze par équipes aux championnats du monde 1999 à Séoul

- Championnats d'Europe
  -  Médaille d'or en individuel aux championnats d'Europe 1997 à Gdańsk
  -  Médaille d'argent par équipes aux championnats d'Europe 1998 à Plovdiv
  -  Médaille d'argent en individuel aux championnats d'Europe 2001 à Coblence
  -  Médaille de bronze en individuel aux championnats d'Europe 1991 à Vienne
  -  Médaille de bronze par équipes aux championnats d'Europe 1999 à Bolzano
  -  Médaille de bronze par équipes aux championnats d'Europe 2001 à Coblence

- Championnats de Pologne
  -  Médaille d'or en individuel aux championnats de Pologne 1996
  -  Médaille d'or en individuel aux championnats de Pologne 1997